# Star Trek: Strange New Worlds
Star Trek: Strange New Worlds este un serial de televiziune american din 2022 creat de Akiva Goldsman, Alex Kurtzman și Jenny Lumet pentru serviciul de streaming Paramount+. Este al unsprezecea serial Star Trek și a fost lansat în 2022 ca parte a Universului Star Trek extins al lui Kurtzman. Un spin-off al serialului Star Trek: Discovery, îi urmărește pe căpitanul Christopher Pike și echipajul navei USS Enterprise în timp ce explorează noi lumi în întreaga galaxie în deceniul anterior serialului Star Trek: Seria originală.
Anson Mount, Ethan Peck și, respectiv, Rebecca Romijn joacă rolul lui Pike, Spock și Number One, toate personaje din seria originală. Acești actori au fost repartizați în 2019 în rolurile pentru cel de-al doilea sezon al serialului Discovery și, după un răspuns pozitiv din partea fanilor, Kurtzman și-a exprimat interesul să-i aducă înapoi pentru un serial spin-off. Dezvoltarea a început în martie 2020 și a fost comandat un prim sezon oficial în mai. Jess Bush, Christina Chong, Celia Rose Gooding, Melissa Navia, Babs Olusanmokun și Bruce Horak apar în alte roluri.
Star Trek: Strange New Worlds a avut premiera pe Paramount+ la 5 mai 2022 cu episodul 1 "Strange New Worlds". Primul sezon de 10 episoade va fi transmis până la 7 iulie. A primit recenzii pozitive din partea critici pentru abordarea povestirii episodice și distribuția sa. Un al doilea sezon este în producție și este de așteptat să aibă premiera în 2023.

## Premisă
Star Trek: Strange New Worlds îi urmărește pe Căpitanul Christopher Pike (interpretat de Anson Mount) și echipajul navei stelare USS Enterprise (NCC-1701) în secolul al 23-lea, în timp ce explorează noi lumi în întreaga galaxie în deceniul dinaintea evenimentelor din Star Trek: Seria originală. Are o abordare contemporană a poveștilor episodice ale seriei și a designului anilor 1960 și prezintă următoarea narațiune a lui Mount în timpul genericului de la începutul fiecărui episod (în mod similar cu cele din Seria originală și Star Trek: Generația următoare): 
Spațiul, ultima frontieră. Acestea sunt călătoriile navei Enterprise. Misiunea sa de cinci ani: să exploreze noi lumi ciudate, să caute noi vieți și noi civilizații, să mergi cu îndrăzneală acolo unde nimeni nu a mai mers până acum.

## Distribuție și personaje

### Principale
- Anson Mount - Christopher Pike[14][15]
- Ethan Peck - Spock
- Jess Bush - Christine Chapel
- Christina Chong - La'an Noonien-Singh
- Celia Rose Gooding - Nyota Uhura
- Melissa Navia - Erica Ortegas
- Babs Olusanmokun - M'Benga
- Bruce Horak - Hemmer
- Rebecca Romijn - Una Chin-Riley / Number One

## Episoade

### Sezonul I
| Nr. în serial | Nr. în sezon | Titlu                                  | Regizat de           | Scris de                                                                             | Data lansării |
| --- | ------------ | -------------------------------------- | -------------------- | ------------------------------------------------------------------------------------ | ------------- |
| 1 | 1            | „Strange New Worlds”                   | Akiva Goldsman       | Poveste de: Akiva Goldsman & Alex Kurtzman & Jenny Lumet Scenariu de: Akiva Goldsman | 5 mai 2022    |
| În secolul al 23-lea, amiralul Flotei Stelare Robert April îl recheamă pe căpitanul Christopher Pike al navei USS Enterprise din concediu după ce primul ofițer al lui Pike, Una Chin-Riley (numită „Numărul unu”), a dispărut în timpul unei misiuni de prim contact. Pike este reticent să se întoarcă în spațiu și îi mărturisește ofițerului științific vulcanian, Spock, care tocmai s-a logodit cu T'Pring, că a văzut o viziune a propriei sale morți în timpul misiunii lor cu USS Discovery (Așa cum este descrisă în al doilea sezon al Star Trek: Discovery). Ei călătoresc spre planeta Kiley 279, care se află într-o stare similară cu Pământul din secolul 21 și în pragul războiului civil. Ei au realizat prin inginerie inversă o armă bazată pe motorul warp al navelor spațiale, după ce au fost martorii ai misiunii Discovery în spațiul din apropiere. Pike și echipajul său o salvează pe Numărul unu din captivitate și încalcă Ordinul General 1 al Flotei Stelare, intervenind pentru a-i convinge să nu folosească arma. Ei evită repercusiunile din cauza naturii extrem de secrete a misiunii Discovery, dar Flota Stelară rescrie și mai strict Ordinul General 1, redenumindu-l ca Prima Directivă. Pike își reia rolul și conduce Enterprise într-o nouă misiune de explorare de cinci ani. |              |                                        |                      |                                                                                      |               |
| 2 | 2            | „Children of the Comet”                | Maja Vrvilo          | Henry Alonso Myers & Sarah Tarkoff                                                   | 12 mai 2022   |
| Cadetul Nyota Uhura este invitat la o masă cu alți membri ai echipajului în cabina lui Pike, unde dezvăluie că nu este sigură de viitorul ei în Flota Stelară, deoarece s-a alăturat doar ca o modalitate de a scăpa de durerea morții părinților ei. Echipajul Enterprise încearcă să modifice cursul unei comete care urmează să omoare toți locuitorii unei planete deșert, dar are un câmp de forță care împiedică acest lucru. Uhura se alătură unei echipe care se teleportează pe suprafața cometei și descoperă o structură care răspunde la muzică. O navă spațială de „păstori” care escortează cometa se poziționează între ea și Enterprise; ei cred că aceasta este o ființă numită M'hanit care este un antic arbitru al vieții. Enterprise le distrage atenția pentru a-i permite lui Spock să modifice cursul cometei și, pe măsură ce trece pe lângă planetă, eliberează vapori de apă în atmosferă, ceea ce va îmbunătăți semnificativ condițiile de viață. Uhura decodifică muzica de pe cometă, de unde reiese că se așteptase la această interferență, iar Pike se gândește la originile cometei și dacă totul a fost mai mult decât o coincidență. El are în vedere și viețile cadeților pentru care este sortit să se sacrifice în viitor pentru a le salva.                                          |              |                                        |                      |                                                                                      |               |
| 3 | 3            | „Ghosts of Illyria”                    | Leslie Hope          | Akela Cooper & Bill Wolkoff                                                          | 19 mai 2022   |
| 4 | 4            | „Memento Mori”                         | Dan Liu              | Davy Perez & Beau DeMayo                                                             | 26 mai 2022   |
| 5 | 5            | „Spock Amok”                           | Rachel Leiterman     | Henry Alonso Myers & Robin Wasserman                                                 | 2 iunie 2022  |
| 6 | 6            | „Lift Us Where Suffering Cannot Reach” | Andi Armaganian      | Robin Wasserman & Bill Wolkoff                                                       | 9 iunie 2022  |
| 7 | 7            | „The Serene Squall”                    | Sydney Freeland      | Beau DeMayo & Sarah Tarkoff                                                          | 16 iunie 2022 |
| 8 | 8            | „The Elysian Kingdom”                  | Amanda Row           | Akela Cooper & Onitra Johnson                                                        | 23 iunie 2022 |
| 9 | 9            | „All Those Who Wander”                 | Christopher J. Byrne | Davy Perez                                                                           | 30 iunie 2022 |
| 10 | 10           | „A Quality of Mercy”                   | Chris Fisher         | Henry Alonso Myers & Akiva Goldsman                                                  | 7 iulie 2022  |

Andi Armaganian, Rachel Leiterman și Christopher J. Byrne, de asemenea, au regizat.

### Sezonul al II-lea
| Nr. în serial | Nr. în sezon | Titlu | Regizat de      | Scris de | Data lansării |
| ------------- | ------------ | ----- | --------------- | -------- | ------------- |
| 11            | 1            |       | Chris Fisher    |          | 2023          |
| 12            | 2            |       |                 |          |               |
| 13            | 3            |       | Amanda Row      |          |               |
| 14            | 4            |       | Eduardo Sánchez |          |               |
| 15            | 5            |       |                 |          |               |
| 16            | 6            |       | Dan Liu         |          |               |
| 17            | 7            |       |                 |          |               |
| 18            | 8            |       |                 |          |               |
| 19            | 9            |       |                 |          |               |
| 20            | 10           |       |                 |          |               |